# Vapenrock fm/1903

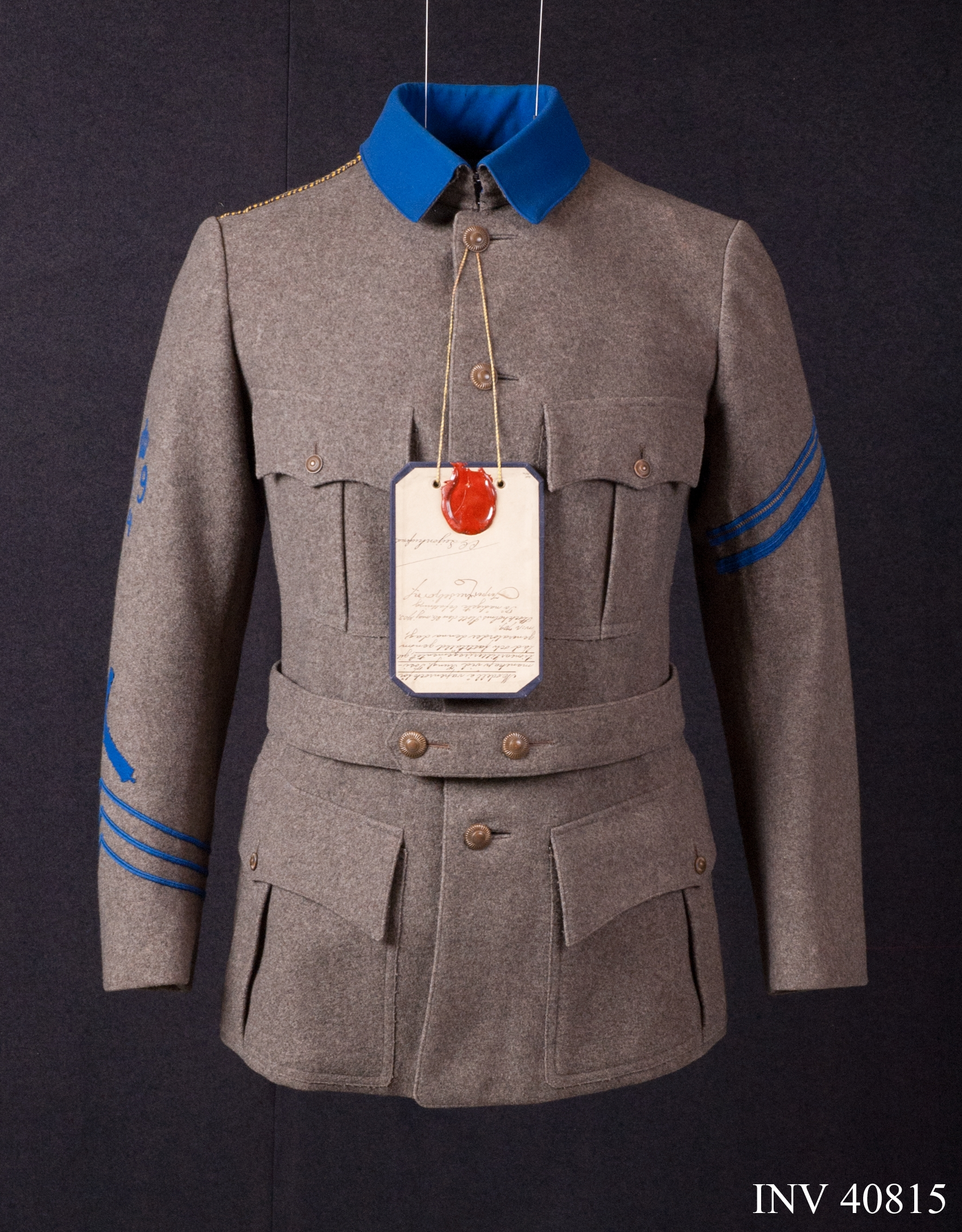
Vapenrock fm/1903 för manskap vid Positionsartilleriregementet (A 9).

Vapenrock fm/1903 var en vapenrock som användes inom försvarsmakten.

## Utseende
Denna vapenrock som är av brunt och grönt kläde och grått foder är försedd med ljusblå fällkrage som igenhäktas såväl nedantill som ovantill. Framtill på rocken finns fyra fickor.

## Användning
Denna vapenrock användes enbart av Positionsartilleriregementet (A 9) i Stockholm som ett försök till senare uniformsmodeller.